# Stinger (videojuego de 1983)
Stinger es un matamarcianos horizontal lanzado en 1983 por la empresa Seibu Denshi. Fue el primer juego creado por esta empresa.

## Objetivo del juego
El jugador controla una nave a través de un fortaleza espacial, la cual está repleta de naves y extraterrestres poco amigables. Para su defensa, la nave posee un disparo doble muy rápido, además del "Bongo". "Bongo" es un elemento que, al ser activado por el botón secundario, se lanzará automáticamente contra todos los enemigos durante algunos segundos. Los niveles son extremadamente largos, a tal punto que si no llegamos a completar el primero de ellos pero hacemos un buen puntaje, el juego nos calificará como "semiprofesionales".

## Información técnica
- CPU principal: Z80 (a 3,072 MHz)
- CPU sonoro: Z80 (a 1,78975 MHz)
- Chips sonoros: (2x) AY8910 (a 1,536 MHz), Discreto (a 1,536 MHz)

- Orientación de la pantalla: Vertical
- Resolución de video: 224 x 256 píxeles
- Taza de actualización: 60.00 Hz
- Paleta de colores: 256

- Jugadores: 2
- Control: Joystick de ocho direcciones
- Botones: 2

- Datos: Q7617423